# Microgastrinae
Sous-famille
Les Microgastrinae sont une sous-famille de guêpes braconides, englobant 2 000 espèces décrites, avec un total estimé de 5 000 à 10 000 espèces. Cela en fait l'une des sous-familles les plus riches en espèces de guêpes parasitoïdes.

## Systématique
La sous-famille des Microgastrinae est attribuée en 1862 à l'entomologiste allemand Arnold Förster (1810–1884).

## Liste de genres
- Agupta
- Alloplitis Nixon, 1965
- Alphomelon Mason, 1981
- Apanteles Förster, 1862
- Austinicotesia
- Austrocotesia Austin & Dangerfield, 1992
- Beyarslania Koçak & Kemal, 2009
- Billmasonius
- Buluka de Saeger, 1948
- Carlmuesebeckius
- Chaoa Luo & You, 2004
- Choeras Mason, 1981
- Clarkinella Mason, 1981
- Cotesia Cameron, 1891
- Cuneogaster Choi & Whitfield, 2006
- Dasylagon Muesebeck, 1958
- Deuterixys Mason, 1981
- Diolcogaster Ashmead, 1900
- Distatrix Mason, 1981
- Dodogaster Rousse, 2013
- Dolichogenidea Viereck, 1911
- Eripnopelta Chen, 2017
- Exix Mason, 1981
- Exoryza Mason, 1981
- Exulonyx Mason, 1981
- Fornicia Brullé, 1846
- Gilbertnixonius
- Glyptapanteles Asmead, 1904
- Hygroplitis Thomson, 1895
- Hypomicrogaster Ashmead, 1898
- Iconella Mason, 1981
- Illidops Mason, 1981
- Janhalacaste
- Jenopappius
- Jimwhitfieldius
- Keylimepie Fernández-Triana, 2016
- Kiwigaster Fernández-Triana, Whitfield & Ward, 2011
- Kotenkosius
- Larissimus Nixon, 1965
- Lathrapanteles Williams, 1985
- Mariapanteles Whitfield & Fernández-Triana, 2012
- Markshawius
- Microgaster Latreille, 1804
- Microplitis Förster, 1862
- Miropotes Nixon, 1965
- Napamus Papp, 1993
- Neoclarkinella Rema & Narendran, 1996
- Nyereria Mason, 1981
- Ohenri
- Papanteles Mason, 1981
- Parapanteles Ashmead, 1900
- Parenion Nixon, 1965
- Paroplitis Mason, 1981
- Pelicope Mason, 1981
- Philoplitis Nixon, 1965
- Pholetesor Mason, 1981
- Prasmodon Nixon, 1965
- Promicrogaster Brues & Richardson, 1913
- Protapanteles Ashmead, 1898
- Protomicroplitis Ashmead, 1898
- Pseudapanteles Ashmead, 1898
- Pseudofornicia van Achterberg, 2015
- Pseudovenanides Xiao & You, 2002
- Qrocodiledundee
- Rasivalva Mason, 1981
- Rhygoplitis Mason, 1981
- Sathon Mason, 1981
- Semionis Nixon, 1965
- Sendaphne Nixon, 1965
- Shireplitis Fernández-Triana & Wardan Achterberg, 2013
- Silvaspinosus
- Snellenius Westwood 1882
- Tobleronius
- Ungunicus
- Venanides Mason, 1981
- Venanus Mason, 1981
- Wilkinsonellus Mason, 1981
- Xanthapanteles Whitfield, 1995
- Xanthomicrogaster Cameron, 1911
- Ypsilonigaster
- Zachterbergius

### Genres fossiles
- † Dacnusites Cockerell, 1921
- † Eocardiochiles Brues, 1933
- † Ferrierelus Théobald, 1937
- † Palaeomicrogaster Belokobylskij, 2014

## Description et distribution
Ces guêpes sont petites, avec 18 segments antennaires. La plupart des espèces sont noires ou brunes, quelques-unes sont plus colorées. De nombreuses espèces sont assez similaires sur le plan morphologique pour être considérées comme des espèces cryptiques. Les espèces de cette sous-famille ont une distribution mondiale. 135 espèces de Microgastrinae ont été confirmées au Canada,, bien que le nombre puisse atteindre 275. Au moins 28 espèces ont été identifiées en Turquie sur les îles de Gökçeada et  Bozcaada.

## Biologie
Les microgastrinae sont des koinobiontes, endoparasitoïdes primaires des larves de lépidoptères. Alors que la plupart des espèces sont solitaires, beaucoup sont grégaires, ce qui signifie que plusieurs œufs de guêpes se développent dans la même chenille. Lorsque les œufs éclosent, les larves de guêpes se nourrissent de l'hémolymphe et des organes de leur hôte. Une fois complètement développées, les larves sortent de la chenille mourante et filent immédiatement des cocons de soie où elles se pupifient.
Les Microgastrinae constituent l'une des six sous-familles de Braconidae qui portent des polydnavirus.
Plus de 100 espèces de Microgastrinae ont été utilisées dans des programmes de  lutte biologique.

### Coévolution avec les polydnavirus
Les Microgastrinae ont besoin du virus pour se reproduire. Cela se fait en injectant des œufs avec le génome proviral plus des virions dans la cavité de l'hôte. Les virions infectent ensuite et déchargent leur ADN dans les cellules de l'hôte, l'empêchant de tuer la progéniture de la guêpe et favorisant à la place sa croissance à l'intérieur du corps de l'hôte.

## Galerie

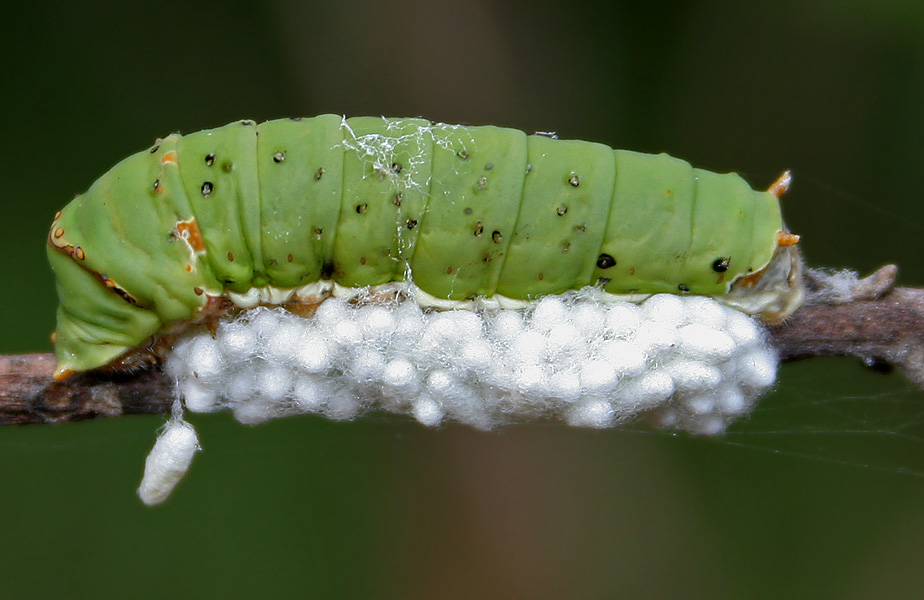
Cocoons of Apanteles wasp and Papilio demoleus caterpillar
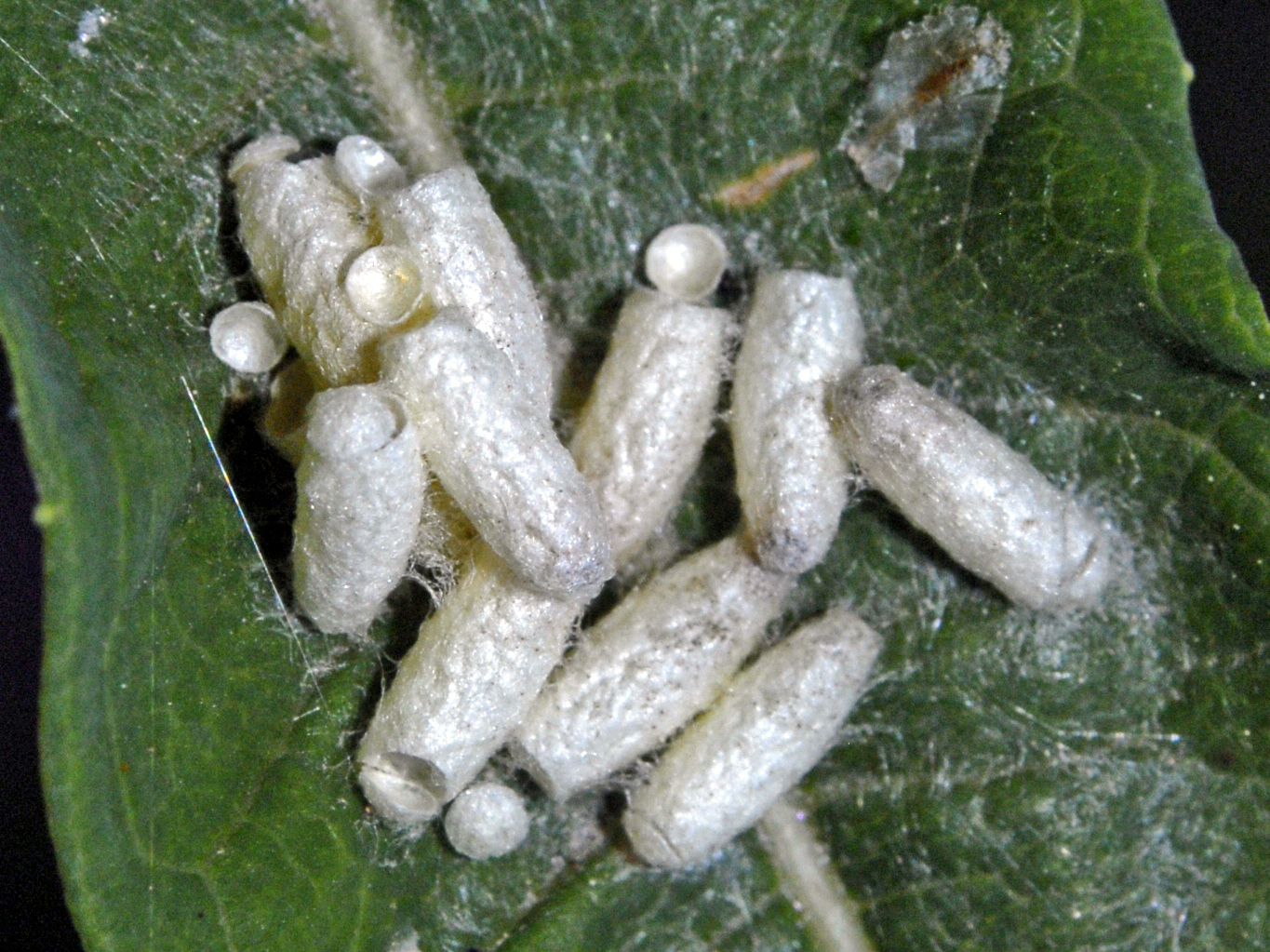
Microgastrinae wasp empty cocoons
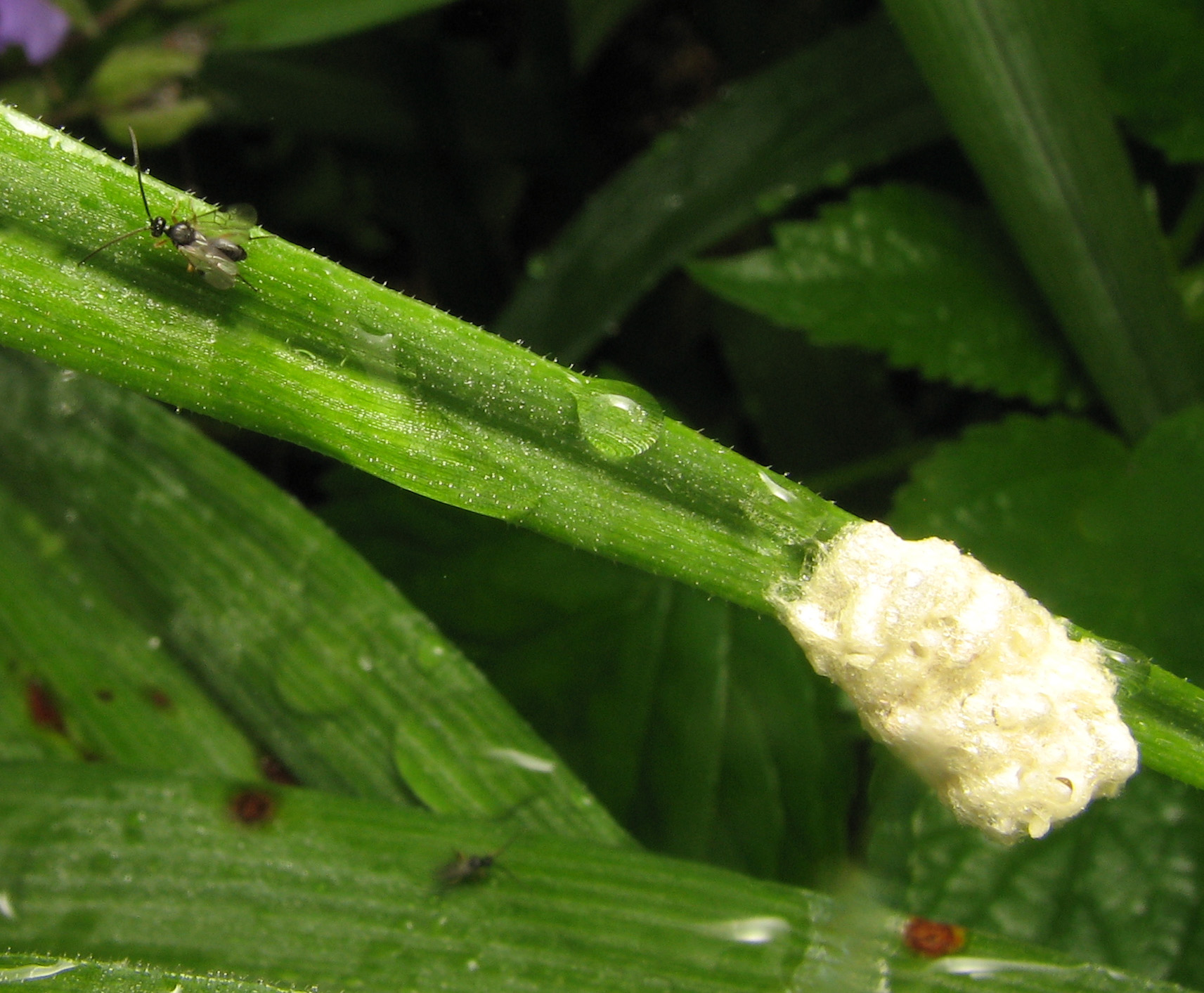
Cotesia cocoons
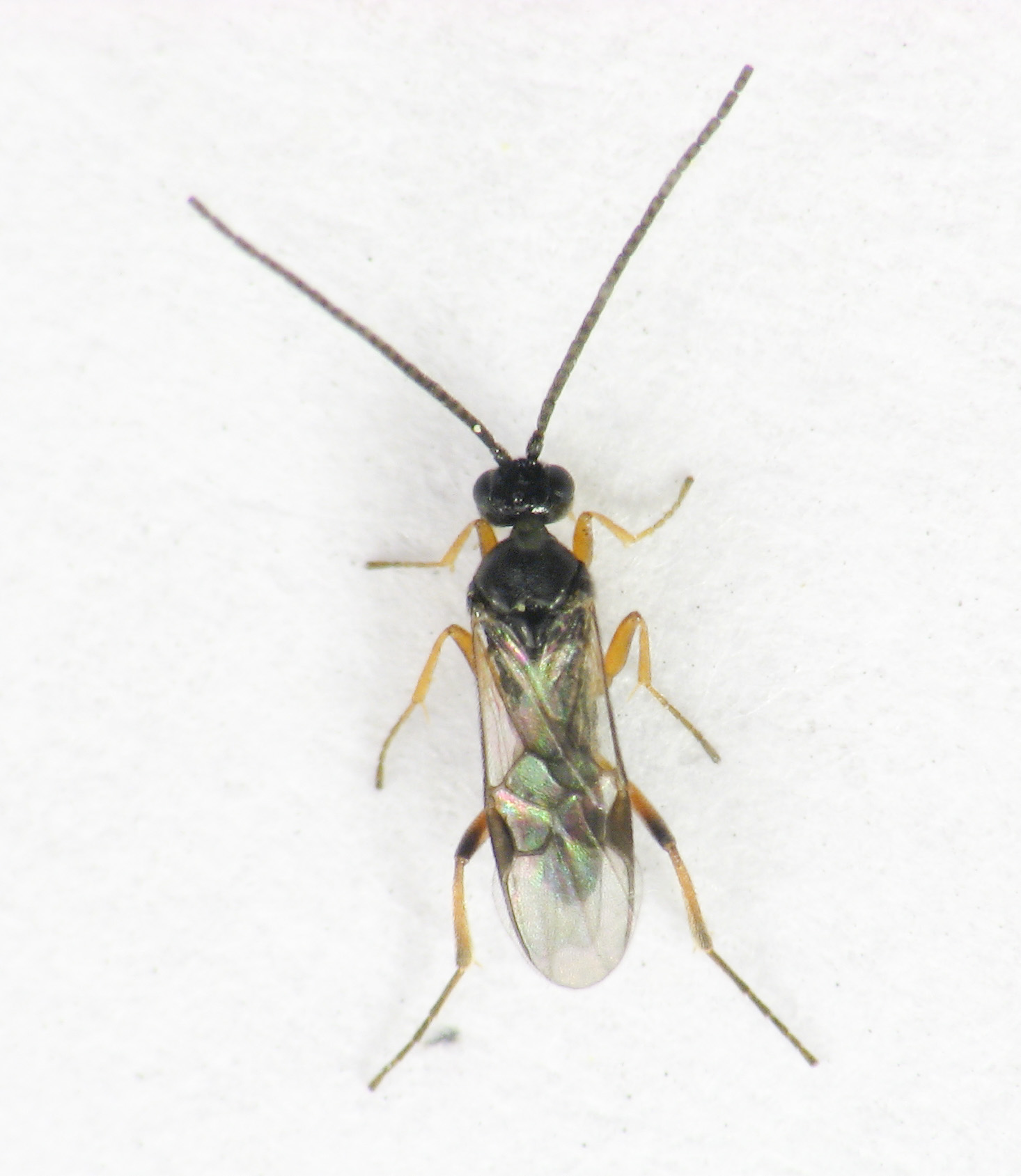
Cotesia adult